# Большие Шефтларские анналы
Большие Шефтларские анналы (лат. Annales Scheftlarienses maiores) — написанные на латинском языке в Шефтларском монастыре (на р. Изар под Мюнхеном, во Фрейзингенском епископстве) исторические заметки. Сохранились в оригинале 1162 г., позднее продолженном и доведённом до 1247 г. Охватывают период с 1092 по 1247 гг. Содержат сведения по истории Священной Римской империи и соседних стран.

## Издания
- Annales Scheftlarienses maiores // MGH, SS, XVII, 1861, p. 334—343[2].

## Переводы на русский язык
- Фрагмент статьи 1240 г. в переводе М. Б. Свердлова на сайте Восточная литература